# Sabulodes gorgophonaria
Sabulodes gorgophonaria är en fjärilsart som beskrevs av Charles Oberthür 1911. Sabulodes gorgophonaria ingår i släktet Sabulodes och familjen mätare. Inga underarter finns listade.